# Джумалиев, Кильмаш Дюсегалиевич
Кильмаш Дюсегалиевич Джумалиев (1918—1945) — младший сержант Рабоче-крестьянской Красной Армии, участник Великой Отечественной войны, Герой Советского Союза (1945).

## Биография
Кильмаш Джумалиев родился в 1918 году в селе Пришиб в крестьянской семье. Получил начальное образование, после чего работал в колхозе. В августе 1941 года Джумалиев был призван на службу в Рабоче-крестьянскую Красную Армию. С октября того же года — на фронтах Великой Отечественной войны. К январю 1945 года гвардии младший сержант Кильмаш Джумалиев был помощником командира взвода 267-го гвардейского стрелкового полка 89-й гвардейской стрелковой дивизии 5-й ударной армии 1-го Белорусского фронта. Отличился во время освобождения Польши.
14 января 1945 года в ходе наступления советских войск с Магнушевского плацдарма Джумалиев подобрался к дзоту, являвшемуся центром немецкой обороны, и подорвал его связкой гранат. В дальнейшем в ходе боя за важную высоту он забросал гранатами два немецких блиндажа, уничтожив большое количество солдат и офицеров противника. 12 февраля 1945 года Джумалиев погиб в бою. Похоронен в польском городе Дембно.
Указом Президиума Верховного Совета СССР от 27 февраля 1945 года младший сержант Кильмаш Джумалиев посмертно был удостоен высокого звания Героя Советского Союза. Также был награждён орденами Ленина и Отечественной войны 2-й степени, а также рядом медалей.